# 改訂新約
改訂新約是中華民國國民政府為廢除和改訂清朝和民國初年與其他國家簽訂的一系列不平等條約而進行的一場運動。
早在1912年，孫文就主張廢除其他國家在中國獲取的領事裁判權、收回租界和關稅自主權。1924年，中國國民黨第一次全國代表大會召開後，中國國民黨將廢除不平等條約寫入大會宣言，同時中國國民黨還將廢除不平等條約寫入政綱。
1928年7月7日，中華民國外交部部長王正廷發表《廢約宣言》。此後國民政府便與各國進行取消協定關稅、收回關稅自主的談判。同月，美國與中華民國簽訂《中美關稅條約》。此後英國、法國、荷蘭、挪威、比利時、丹麥等九國相繼與中華民國簽訂類似條約。
1929年4月和9月，中華民國國民政府兩次告知英國和美國等國，要求進行領事裁判權談判，但無果而終。同年8月31日，中華民國收回比利時位於天津的租界。10月31日，收回鎮江英租界。1930年4月18日，收回威海衛英國軍事租借地。9月17日，收回廈門英租界。